# Милисав Антонијевић - Дримколски
Милисав Антонијевић - Дримколски (Лабуништа, 1913) — Београд, 2001) био је учитељ и просветни инспектор. По доласку у Београд био је заменик генералног секретара „Борбе”, функционер у Савезу синдиката, главни и одговорни уредник часописа „Родитељ” и „Дом и школа”, као и сарадник многих листова и часописа и писац.

## Живот
Рођен је у селу Лабуништа 1913. године. Основну школу завршио је у родном Лабуништу (нижа гимназија), гимназију (виша гимназија) у Охриду, а учитељску школу у Београду. По завршетку учитељске школе враћа се у родни крај. Ради као учитељ у оближњим селима.
Са почетком фашистичке окупације, Милисав је један од оснивача Општинске организације Комунистичке партије за Лабуниште и околна села. Активан је учесник народноослободилачке борбе од првих дана устанка 1941. године.
У мају 1943. године, пада у руке италијанским фашистима и бива пребачен у злогласни логор „Порто Романо” у Албанији, у политички затвор „Бурт политик” у Тирани, где остаје до капитулације Италије, септембра 1943. године. По повратку из затвора, поново се враћа у народноослободилачки рат.
У септембру 1944. године, од стране народне владе Македоније, постављен је за просветног инспектора за охридско-струшко подручје.
О његовој улози говори и садржај наредбе Просветног одељења Битољ, у којој се каже: „Сви НОО, општински и сеоски, као и месне команде, да укажу просветном инспектору потребну помоћ при вршењу његове функције”.
Као срески просветни инспектор, Дримколски је био одговоран за спровођење просветне политике у поменутом региону који је био ослобођен од фашиста. На слободној територији у области Дебарца, у присуству учитеља-партизана, Милисав Антонијевић - Дримколски одржао је предавање на тему: „Васпитни циљ – наставни принципи у младој македонској држави”.
После рата, известан период је радио у Министарству народне просвете у Скопљу, био је сарадник листа „Борба” из Македоније.
Умро је у Београду 2001 године.

## Дела

### Ватре са Дримкола (1956)
„Ватре са Дримкола” је прва књига Милисава Антонијевића-Дримколског. Сам наслов казује где се догађа радња, а њени јунаци су деца, чију душу, стремљења и фантазију аутор изванредно познаје. Он воли у детету дете и са уважавањем и озбиљно се односи према његовом свету, проблемима, маштању, игри и несташлуцима, не труди се да „исправља” његова осећања, већ тражи сиже у најобичнијем, у свакодневном животу. Књига „Ватре са Дримкола” 1958. преведена је на албански језик.

### Међа смрти (1958)
За роман Дримколског „Међа смрти” један критичар је рекао да је у њему „пређена међа просечности” и да се њиме он уврстио у наше најзначајније послератне писце. Ово дело је, иначе, наишло на изванредан одјек код књижевне критике и читалачке публике, како у земљи тако и у иностранству. Водећи књижевни лист у СССР, „Литературнаја газета” објавио је о њему текст на првој страни.
„Међа смрти” је вишеслојни роман са две основне сижетне линије: борба за земљу, тачније за међу и мржња која се на фону тих сукоба распламсава у патријархалној свести Торбеша, Македонаца исламске религије у једном забитом селу Дримкола. Земља даје живот и због земље људи губе животе у вечитој стихијској борби за њу и око ње, не само са страним освајачима, насилницима, агама и беговима, већ и са својим најближим – земљацима и рођацима.

### Гнев (1963)
Роман „Гнев” у уметничком погледу представља највећи домет у стваралаштву Дримколског. То је повест о судару два света – окрутног спахије и трговца Дејана Беличанина и његовог најмлађег сина Горана, који се најпре стихијски, а потом и свесно супроставља оцу, његовим немилосрдним и поткупљивим сеизима и читавом устројству и филозофији богаташа у овом поднебљу.

### Из језера изрониле муње (1979)
Роман „Из језера изрониле муње” представља нов квалитет и нову тематику у његовом стваралаштву. Радња се одиграва у Маврову, где је у првим послератним годинама створено вештачко језеро и саграђена велика хидроцентрала. Тачније, позорница збивања је изградња вештачке бране и подземне дворане за електрану у крају који је до тада дремао у вековној летаргији ситносопственичког менталитета и печалбарских туга и жудњи.